# Diminichiu roz
Diminichiu roz este un vechi soi românesc de struguri roz care face parte din același sortogrup cu Diminichiu alb. Se cultiva în special în Dobrogea fiind un soi foarte productiv care dădea vinuri de masă roz și roșii  cu fructuozitate, dar fără calități deosebite.